# 北竹谷町

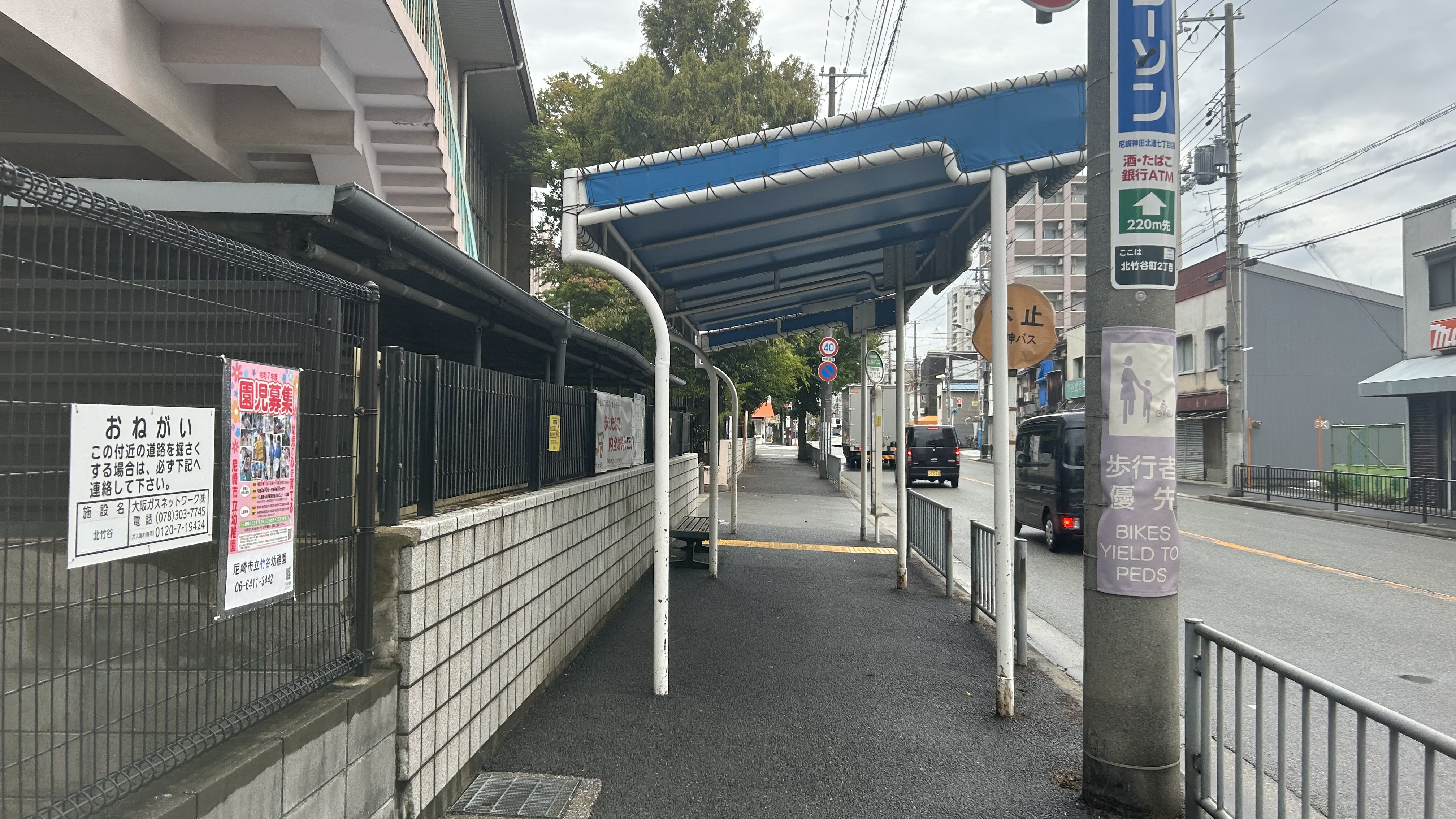
竹谷小学校停留所

北竹谷町（きたたけやちょう）は、兵庫県尼崎市にある町丁。1丁目から3丁目まである。郵便番号は660-0878。

## 地理
東は西本町に接する。西は蓬川町に接する。北は神田南通、南は宮内町と接する。

## 交通
鉄道は通っていないが、バスが通っている

### バス
阪神バスが通っている
| 路線番号 | 業者     | 起点         | 町内の停留所                 | 終点       | 備考            |
| -------- | -------- | ------------ | ---------------------------- | ---------- | --------------- |
| 14       | 阪神バス | 阪急塚口     | (昭和通)-竹谷小学校-(竹谷町) | 阪神出屋敷 |                 |
| 49       | 阪神バス | 阪急武庫之荘 | (昭和通)-竹谷小学校-(竹谷町) | 阪神出屋敷 | 平日朝2往復のみ |
| 50       | 阪神バス | JR尼崎南     | (蓬川町)-竹谷小学校-(竹谷町) | 阪神出屋敷 |                 |

## 校区[3]
| 丁目 | 小学校     | 中学校     |
| ---- | ---------- | ---------- |
| 1    | 竹谷小学校 | 中央中学校 |
| 2    | 竹谷小学校 | 中央中学校 |
| 3    | 竹谷小学校 | 中央中学校 |

## 施設

### 1丁目
- 竹谷東公園

### 2丁目
- 竹谷公園
- 竹谷小学校

### 3丁目
- 宮内公園